# George Kerevan
George Kerevan (né le 28 septembre 1949 à Glasgow) est un journaliste, économiste et homme politique écossais. Il est député pour East Lothian de 2015 à 2017.

## Jeunesse et carrière
Né à Glasgow, Kerevan fait ses études à l'école secondaire Kingsridge Drumchapel et l'université de Glasgow, avec un diplôme de première classe MA et un diplôme en économie politique .
Kerevan occupe des postes universitaires au Napier College, dont celui de maître de conférences en économie, de 1975 à 2000, spécialisé en économie de l'énergie. Il est rédacteur en chef adjoint de The Scotsman de 2000 à 2009  et directeur général de What If Productions (Television) Ltd. Il est co-organisateur du Prestwick World Festival of Flight.

## Carrière politique
Kerevan est membre du Groupe marxiste international, un groupe trotskyste, entre 1972 et 1983 . Il est ensuite conseiller travailliste à Édimbourg de 1984 à 1996. En 1996, il quitte le parti travailliste pour rejoindre le Scottish National Party . Il se présente sans succès en tant que candidat du SNP pour Édimbourg-Est aux élections générales britanniques de 2010, ainsi qu'en tant que candidat du SNP dans la région de Lothian aux élections parlementaires écossaises de 2011.
Kerevan se présente avec succès en tant que candidat du SNP pour East Lothian aux élections générales britanniques de 2015. Il obtient 25 104 voix, une majorité de 6 803 voix, et bat la députée travailliste sortante, Fiona O'Donnell. Il est membre du comité spécial du Trésor de la Chambre des communes . Il perd ensuite son siège lors des élections anticipées de 2017 au profit de Martin Whitfield du Parti travailliste, qui remporte la victoire avec une majorité de 3 083 voix contre Kerevan.
En mars 2021, Kerevan fait défection du SNP au Parti Alba .

## Publications
Il est le co-auteur, avec Alan Cochrane, de Scottish Independence: Yes or No, publié en avril 2014.
- Arguments within Scottish Marxism, dans The Bulletin of Scottish Politics No. 2, Spring 1981, pp. 111 - 133
- L'effondrement de l'économie écossaise, dans Dunion, Kevin (éd. ), Radical Scotland, février/mars 1983, pp. 6 - 8, (ISSN 0262-6993)
- George Kerevan, The case for Scottish coal, 1985
- George Kerevan, The case for retaining a European coal industry: a critical response to the EEC Coal Directorate's close-and-import plan as laid out in COM (85)251 and COM (85)525, 1986
- George Kerevan, The case for retaining Seafield: a special report on Seafield Colliery and the reasons why Seafield coal is vital to Scotland's energy future, 1987
- George Kerevan, Scottish coalfields study 1988, Scottish Coal Project, 1988
- George Kerevan et Scottish Coal Project, A plan for Scotland's energy future, Scottish Coal Project, 1988